# Fissidens vanzantenii
Fissidens vanzantenii är en bladmossart som beskrevs av Bruggeman-nannenga 1979. Fissidens vanzantenii ingår i släktet fickmossor, och familjen Fissidentaceae. Inga underarter finns listade i Catalogue of Life.